# 路升云
路升云（1919年9月25日—2008年11月11日），山东省招远市夏旬镇小路家村人，中华人民共和国政治人物。

## 生平
1939年3月加入中国共产党，同年6月参加工作。1939年6月至1940年6月任本村青救会会长、党支部书记、分支部书记、乡总支宣传委员。1940年6月至1941年1月，任中共招远县四区分区委宣传委员。1941年2月至1942年12月，任中共招远县委宣传部教育干事兼县委党员训练班主任。1943年1月至1945年7月，任中共招远县委高山区委书记兼区中队政治指导员。
1945年8月至1948年7月，任中共招远县委委员、组织科科长、组织部部长。1948年7月至1950年9月，任中共招远县委副书记。1950年10月至1954年5月任中共平度县委书记兼县武装部政委。1954年5月至1956年2月，任中共莱阳地委委员、莱阳县委第一书记兼县武装部政委。1956年3月至1957年12月，任中共莱阳地委常委、农村合作部部长、地委副书记。1958年1月至8月，任中共莱阳地委副书记兼掖县县委第一书记、县武装部政委。1958年9月至1967年2月任中共烟台地委书记处书记、地委副书记。
1967年2月至1968年7月因文化大革命被冲击；1968年8月至1969年10月在烟台“五七”干校劳动。1969年11月至1972年2月，任烟台地区革委会生产指挥部主任、地区革委会副主任。1972年3月至1978年1月任中共烟台地委副书记、地区革委会副主任。1978年1月至1981年12月，任中共烟台地委书记兼地区革委会主任、烟台军分区政治委员。1982年1月至1984年8月，任山东省人民检察院检察长兼党组书记。1984年9月至1993年4月，任中共山东省委顾问委员会委员。是中共十二大代表。
2008年11月11日，在烟台去世，享年90岁。